# Bend Their Rule
Bend Their Rule - album zespołu Konkwista 88 wydany w 2005, utrzymany w klimatach hardcore. Nagrania ukazały się nakładem Pit Records. Album zawiera także 4 bonusowe nagrania live. Po wydaniu albumu zespół zaprzestał działalności. Piosenka nr 4 - "Beat The Bastards" to cover szkockiego zespołu The Exploited, grającego punk.

## Lista utworów
Opracowano na podstawie materiału źródłowego.
1. "Fuck 'em All"
2. "The Song of the Warrior"
3. "Rebelia"
4. "Beat the Bastards"
5. "Defeat the Beast"
6. "Horyzont"
7. "Bend Their Rule"
8. "Wojownicy dnia"
9. "Blow Out Again"
10. "Pushed To Nowhere"
11. "Bez przyszłości"
12. "Wynoście się" (bonus)
13. "Sprawiedliwość" (bonus)
14. "Twoja obrana droga" (bonus)
15. "Jedna ojczyzna" (bonus)